# Petit-Xivry
Petit-Xivry is een plaats in het Franse departement Meurthe-et-Moselle in de gemeente Grand-Failly.

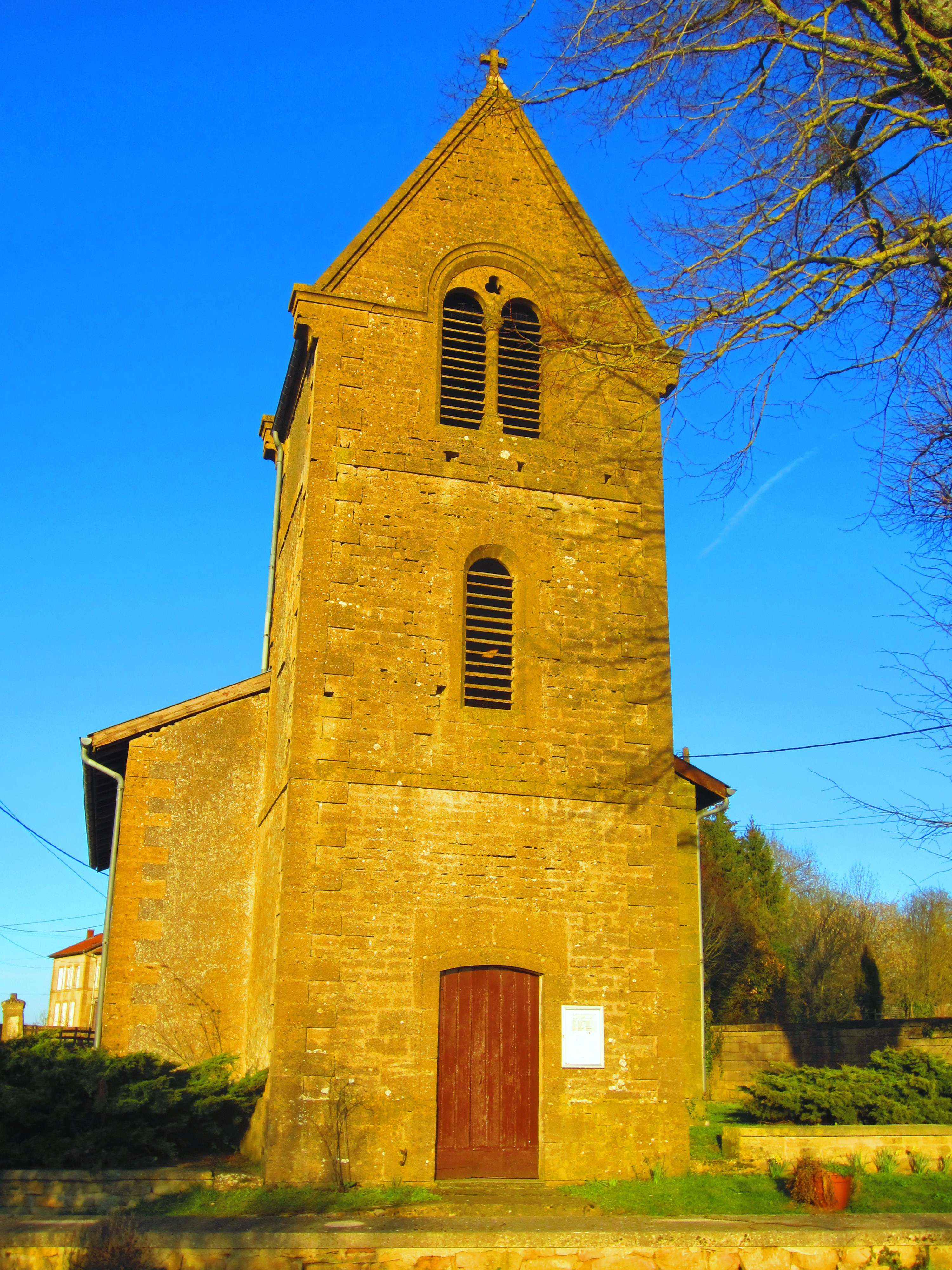
De kerk van Petit-Xivry